# Paso de los Toros
Paso de los Toros – miasto w Urugwaju, w departamencie Tacuarembó. W 2004 roku miasto liczyło 13,459 mieszkańców. Paso de los Toros znajduje się na północnym brzegu Río Negro.
W 1889 roku na terenach miasta znajdowała się trasa kolejowa łącząca miejscowość Paso de los Toros i Salto. Paso de los Toros prawa miejskie otrzymało 1 lipca 1953 roku.

## Architektura
- kościół św. Elżbiety

## Populacja
| Rok  | Populacja |
| ---- | --------- |
| 1963 | 9,522     |
| 1975 | 13,032    |
| 1985 | 13,026    |
| 1996 | 13,315    |
| 2004 | 13,459    |

## Znani mieszkańcy
Osoby urodzone w Paso de los Toros:
- Fabián Alberto O'Neill Domínguez – piłkarz
- Juani VN – muzyk
- Luis Pereira – poeta
- Mario Benedetti – pisarz
- Martín „Paso” Cáceres Real – inżynier
- Nelson Acosta – menadżer piłkarski
- Víctor Púa – menadżer piłkarski